# بومر (فیلم)
بومر (به روسی: Бумер)، فیلمی محصول ۲۰۰۳ به کارگردانی پیوتر بوسلوف است. داستان آن دربارهٔ چهار دوست جوان است که گرفتار مشکلاتی شده و مجبور به فرار از مسکو با ماشین ب‌ام‌و می‌شوند.
با اینکه این فیلم یک فیلم اکشن و حادثه‌ای نیست اما با این وجود به خوبی توانسته فساد، خشونت، فقر و بحران اقتصادی حاکم بر روسیه بعد از فروپاشی اتحاد جماهیر شوروی را به خوبی نشان دهد و بصورتی انتقادی فضای حاکم را به چالش بکشد. این فیلم با وجود بودجهٔ اندک ۷۰۰۰۰۰ دلاری آن موفق شد به رکوردهای ملی در فروش و کسب جوایزی نایل شود.